# Non ci penso mai
Non ci penso mai è il primo EP del gruppo musicale italiano I Moderni, pubblicato il 6 gennaio 2012 dalla Sony Music.

## Tracce
1. Non ci penso mai – 3:24
2. Feel It (In the Air Tonight) – 4:04 – originariamente interpretata da Phil Collins
3. My Love – 2:59
4. Judas – 3:59 – originariamente interpretata da Lady Gaga

Tracce bonus nella riedizione
1. F**k You – 3:38 – originariamente interpretata da Cee Lo Green
2. Diamonds Are a Girl's Best Friend – 3:13

## Classifica
| Classifica (2012) | Posizione massima |
| ----------------- | ----------------- |
| Italia            | 22                |